# اوئلینا کامچیک
اوئلینا کامچیک (انگلیسی: Ewelina Kamczyk؛ زادهٔ ۲۲ فوریهٔ ۱۹۹۶) بازیکن فوتبال اهل لهستان است.
وی همچنین در تیم‌های ملی فوتبال زنان لهستان بازی کرده‌است.